# Fanfulla da Lodi
Fanfulla da Lodi foi um líder italiano nascido na província de Lodi, região da Lombardia, noroeste da Itália. A data de nascimento e o nome verdadeiro do guerreiro não são exatos. Historiadores italianos discordam sobre o seu o nome verdadeiro e divergem entre:
- Bartolomeo Giovenale
- Giovanni Fanfulla
- Giovanni Bartolomeo Fanfulla
- Bartolomeo Tito Alon

'Giovanni Bartolomeo Fanfulla é tido por muitos historiadores como o nome certo, já que é mencionado várias vezes nos cupons de Tesouro de Nápoles que são as únicas provas da sua existência e das suas atividades.